# Glaciar Columbia
O glaciar Columbia é um glaciar na baía do Príncipe Guilherme na costa sul do estado do Alasca, nos Estados Unidos. É um dos vários glaciares baptizados com o nome de universidades estado-unidenses, neste caso a Universidade de Columbia, e foi baptizado pela Expedição Harriman ao Alasca em 1899. É um dos glaciares com maior velocidade de fluxo em todo  mundo, e encontra-se em recuo desde inícios da década de 1980. No seu actual ponto terminal, o glaciar tem quase 2 km de largura e 550 metros de espessura, 70 dos quais acima do nível do mar. Cobre uma área de quase 1000 km² e em Setembro de 2006 tinha aproximadamente 51 km de comprimento, nos últimos 15 dos quais repousa em rocha que se encontra abaixo do nível do mar. Como todos os glaciares de maré do Alasca, o gelo não flutua mas antes se encontra sobre rocha abaixo do nível do mar.
A velocidade no seu ponto terminal atingiu o máximo de quase 30 metros/dia em 2001, altura em que o glaciar produzia icebergues com volume anual total de 7 km³. Desde então o glaciar abrandou, o que resultou num aumento da velocidade de recuo. O ponto terminal recuou 16 km a uma velocidade média de 0,6 km por ano desde 1982. O recuo foi acompanhado pela perda de quase 500 metros da sua espessura na posição actual do ponto terminal. Nas próximas décadas deverá recuar outros 15 km, até a um ponto onde o glaciar se encontra acima do nível do mar.
Os sucessivos avanços e recuos dos glaciares de maré não estão directamente relacionados com o clima, mas o recuo rápido parece ser desencadeado pelo adelgaçamento de longa duração forçado pelas condições climáticas.